# PowerVu
PowerVu es un sistema de acceso condicional para televisión digital desarrollado por Scientific Atlanta. Se utiliza para la radiodifusión profesional, especialmente por Retevision, Bloomberg Television, Discovery Channel, AFRTS, ABS-CBN, GMA Network y American Forces Network. También lo utilizan las compañías de cable para evitar que lo vean espectadores no autorizados y suscriptores que no utilizan el cable.
PowerVu tiene decodificadores que decodifican señales de ciertos satélites para servicios de distribución de cable. Estos decodificadores también se pueden usar como los receptores de satélite FTA (Free-To-Air) si están configurados correctamente.